# نويفاهرن (فرايزينغ)
بَلْدَة نُويِفَاهرِنٌ بَآي فرَايزِينغٌ (بالأَلمانِيَّة: Gemeinde Neufahrn bei Freising) هي بَلدَة أَلمانِيَّة في مِنطَقَة فرَايزِينغٌ التَّابِعة لِمُحافظة باڤارِيا العُليَا في وِلاَية باڤارِيا في جُمهُوريَّة أَلمَانيَا الاِتّحاديّة بمِساحة تُقَدَّر بحَوالَي 46 كم².

## وَصلات خارجيّة
- الصّفحة الرّسميّة لِبَلدَة نُويِفَاهرِنٌ بَآي فرَايزِينغٌ (باللُّغَة الأَلمانِيَّة).

## مَراجع
1. ↑   https://www.neufahrn.de/. اطلع عليه بتاريخ 2021-07-28. {{استشهاد ويب}}: |url= بحاجة لعنوان (مساعدة) والوسيط |title= غير موجود أو فارغ (من ويكي بيانات) (مساعدة)
2. ↑  "Alle politisch selbständigen Gemeinden mit ausgewählten Merkmalen am 31.12.2018 (4. Quartal)" (بالألمانية). Statistisches Bundesamt. Archived from the original on 2019-03-10. Retrieved 2019-03-10.
3. ↑  Alle politisch selbständigen Gemeinden mit ausgewählten Merkmalen am 31.12.2023 (بالألمانية), Statistisches Bundesamt, 28. Oktober 2024, QID:Q131220759, Archived from the original on 17 November 2024 {{استشهاد}}: تحقق من التاريخ في: |publication-date= (help)
4. 1 2 3   https://www.statistik.bayern.de/mam/produkte/statistik_kommunal/2018/09178145.pdf. اطلع عليه بتاريخ 2021-07-28. {{استشهاد ويب}}: |url= بحاجة لعنوان (مساعدة) والوسيط |title= غير موجود أو فارغ (من ويكي بيانات) (مساعدة)
5. 1 2  "Timezone and DST in Germany" (بالإنجليزية). Retrieved 2025-05-05.